# Mirceștii Noi
Mirceștii Noi – wieś w Rumunii, w okręgu Vrancea, w gminie Vânători. W 2011 roku liczyła 728
mieszkańców.